# Convair XF-92
Convair XF-92A byl americký prototyp stíhacího letounu vzniklý krátce po skončení druhé světové války. Jednalo se o jednomotorový proudový celokovový jednomístný středoplošník s delta křídlem a příďovým zatahovacím podvozkem.

## Vznik

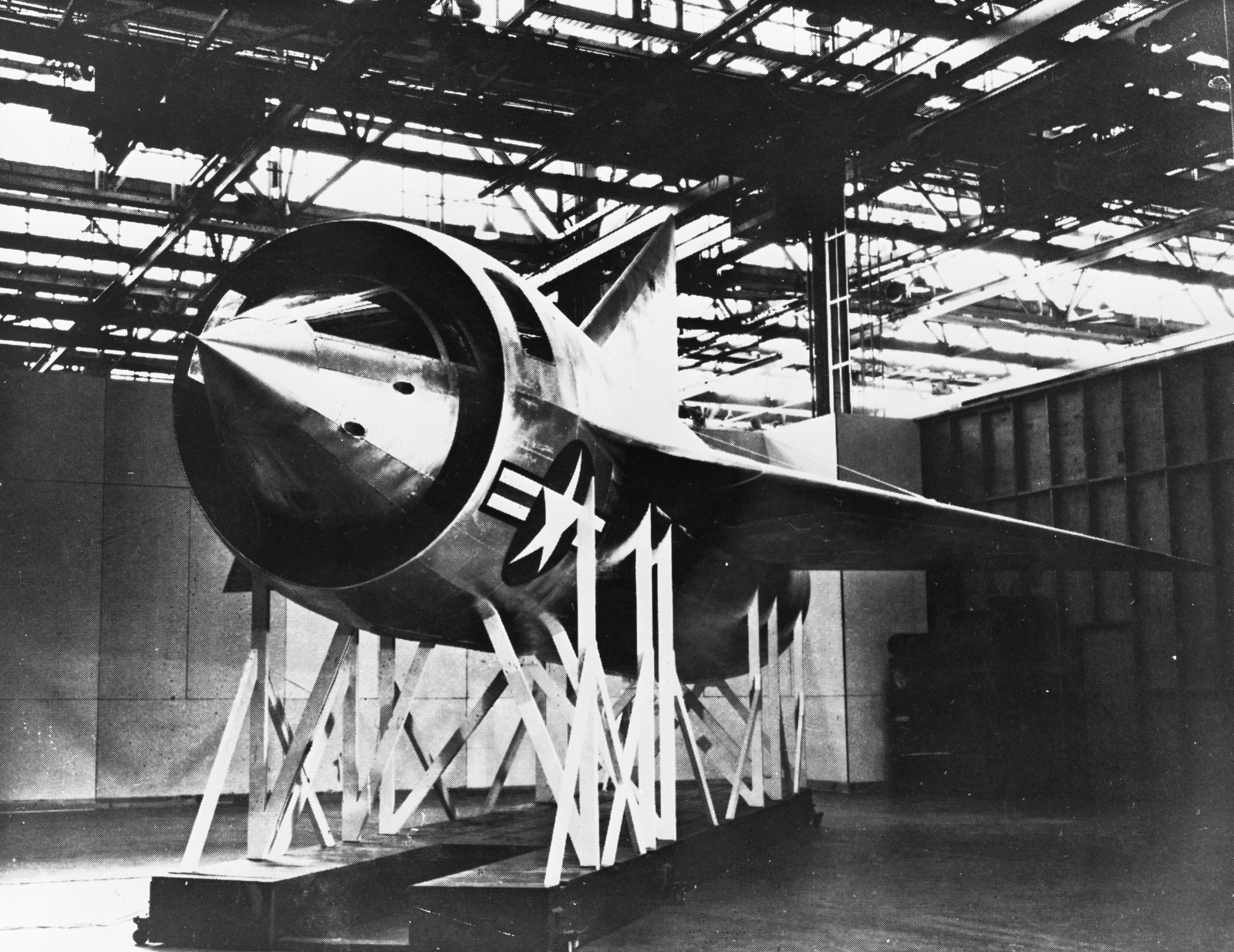
maketa Convair XP-92

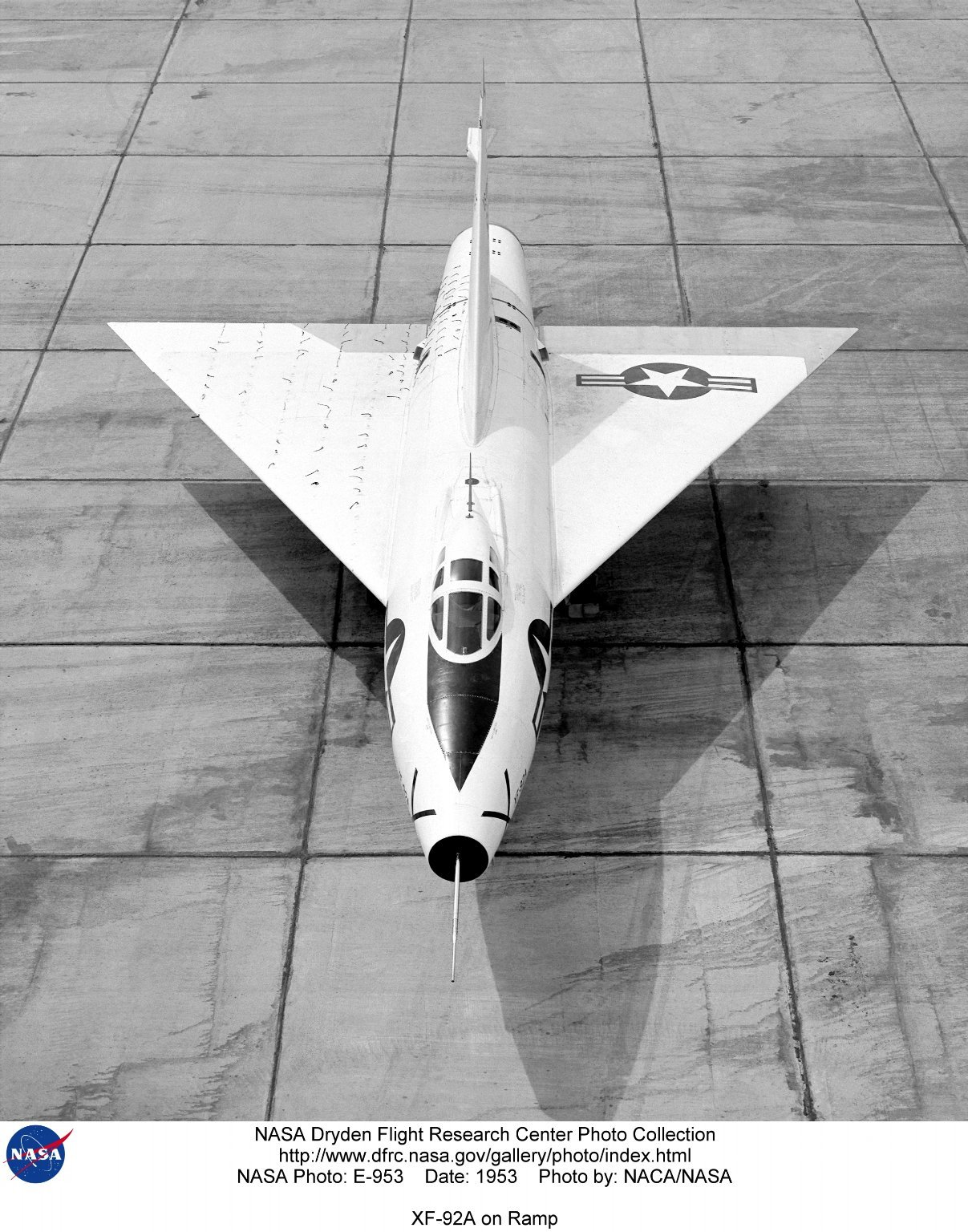
XF-92A (46-682)

V srpnu 1945 vyhlásilo USAAF soutěž na nadzvukový přepadový stíhací letoun s požadavkem výstupu do 15 240 m za čtyři minuty a maximální rychlostí 1126 km/h. Odpovídající projekt, kterým vedení společnosti Convair pověřilo kalifornskou pobočku v Downey, úzce navazoval na německé výzkumy letu vysokými rychlostmi i pohonu náporovými motory dr. Alexandra Lippische. Vývojový tým tvořil šéfkonstruktér Jack Irvine, asistent šéfkonstruktéra Frank W. Davis, šéf vývoje Adolph Burstein a hlavní aerodynamik Ralph H. Shick. Technikem typu se stal Wallace W. Withee. Koncem léta 1945 se tým projektu označeného továrnou Model 7-002 začal scházet k prvním poradám. Největším problémem se stal výběr pohonné jednotky. Produkované proudové motory tehdy nenabízely dostatečný tah, který by letoun dovedl k požadovaným výkonům. Po zamítnutí čistě raketového pohonu byla navržena kombinace náporového motoru a raketových motorů (augmented rocket).
V dílnách v Downey technici zhotovili několik maket letounu, a to jak předváděcí, tak měřící pro aerodynamický tunel. Počátkem roku 1946 byly dvě malé makety odeslány s příslušnou dokumentací organizaci USAAF Air Materiel Command na ohijskou základnu Wright Field. O několik dnů později se na základně sešel aerodynamik Convairu Ralph H. Shick s dr. Lippischem, který navrhl vylepšení aerodynamiky.
V květnu 1946 USAAF oficiálně oznámilo vítězství společnosti Convair v programu nadzvukového přepadového stíhacího letounu, kterému přidělilo označení XP-92. Předpokládanou výzbrojí XP-92 měly být dvě samonaváděcí raketové střely, jejichž vývoj se však nedařil. Jako náhrada byla zvolena čtveřice kanónů M-23 ráže 20 mm.[zdroj⁠?!] Na celkově náročný program výzkumná zařízení firmy Convair nestačila a tak se do vývoje postupně zapojovala další pracoviště, například NACA, nebo California Institute of Technology. Na raketové střelnici Wallops Island NACA pak byly raketami vynášeny modely letounu, sledované telemetricky ve volném letu.
V prvních měsících roku 1948 Convair postavil maketu XP-92 ve skutečné velikosti, kterou si prohlédli specialisté z Air Materiel Command. Následně dala komise pro složitost projektu v květnu 1948 podnět k pozdržení programu. Projekt XP-92 byl definitivně uzavřen v červnu téhož roku. Navíc bylo rozhodnuto použít základních technických dílů XP-92 ke stavbě létající zkušebny připravovaného stíhacího letounu, kterému americké letectvo přidělilo typové označení F-102. Před zahájením jeho vývoje měla na základě projektu XP-92 postavit zkušební stroj, poháněný dostupným proudovým motorem. Pro novou podobu Modelu 7-002 použilo letectvo označení XF-92 pro zabránění fiskálním potížím v Kongresu.
Již v roce 1945 letectvo objednalo dva létající prototypy XP-92 se sériovými čísly 46-682 a 46-683. Druhé sériové číslo firma Convair použila pro maketu XP-92 ve skutečné velikosti, první bylo přiděleno XF-92. Následně byl Convair Model 7-002 veden v dokumentaci jako XF-92A. Z původního projektu zbylo pro XF-92A Lippischem inspirované trojúhelníkové křídlo a svislá ocasní plocha. Poloskořepinový trup byl zcela nový s kruhovým vstupním otvorem v přídi. Pro pohon byl vybrán motor Allison J33-A-21 s odstředivým kompresorem z letounu Lockheed P-80 Shooting Star. Zesílený překryt kabiny pocházel ze stroje Convair XP-81, čelní štítek byl nový. Příďová noha podvozku byla po úpravách převzata z vrtulového letounu Bell P-63 Kingcobra, hlavní nohy z palubního stíhače North American FJ-1 Fury.

## Vývoj

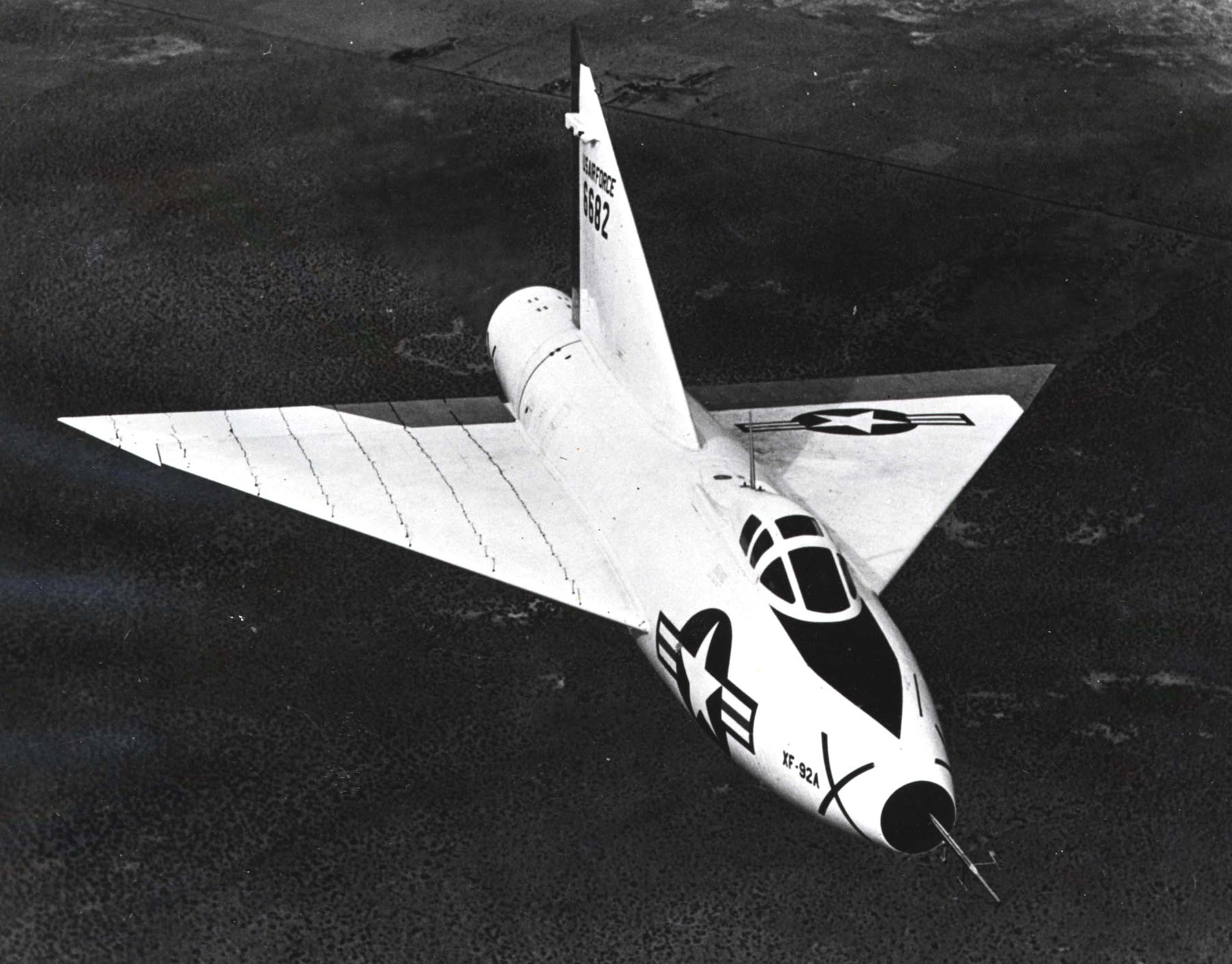
Convair XF-92A, USAF

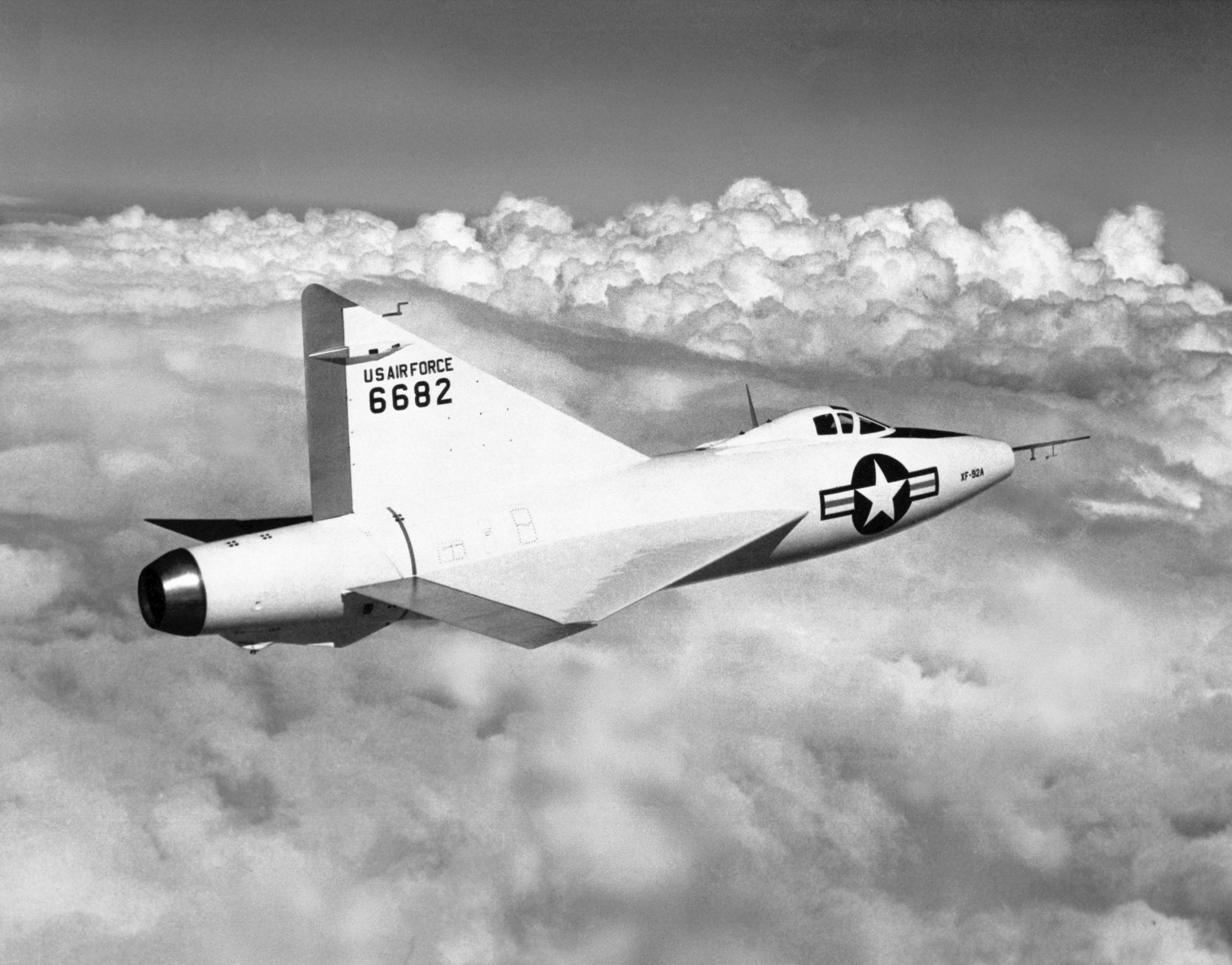
Convair XF-92A s motorem J33-A-29 s přídavným spalováním, 20. července 1951

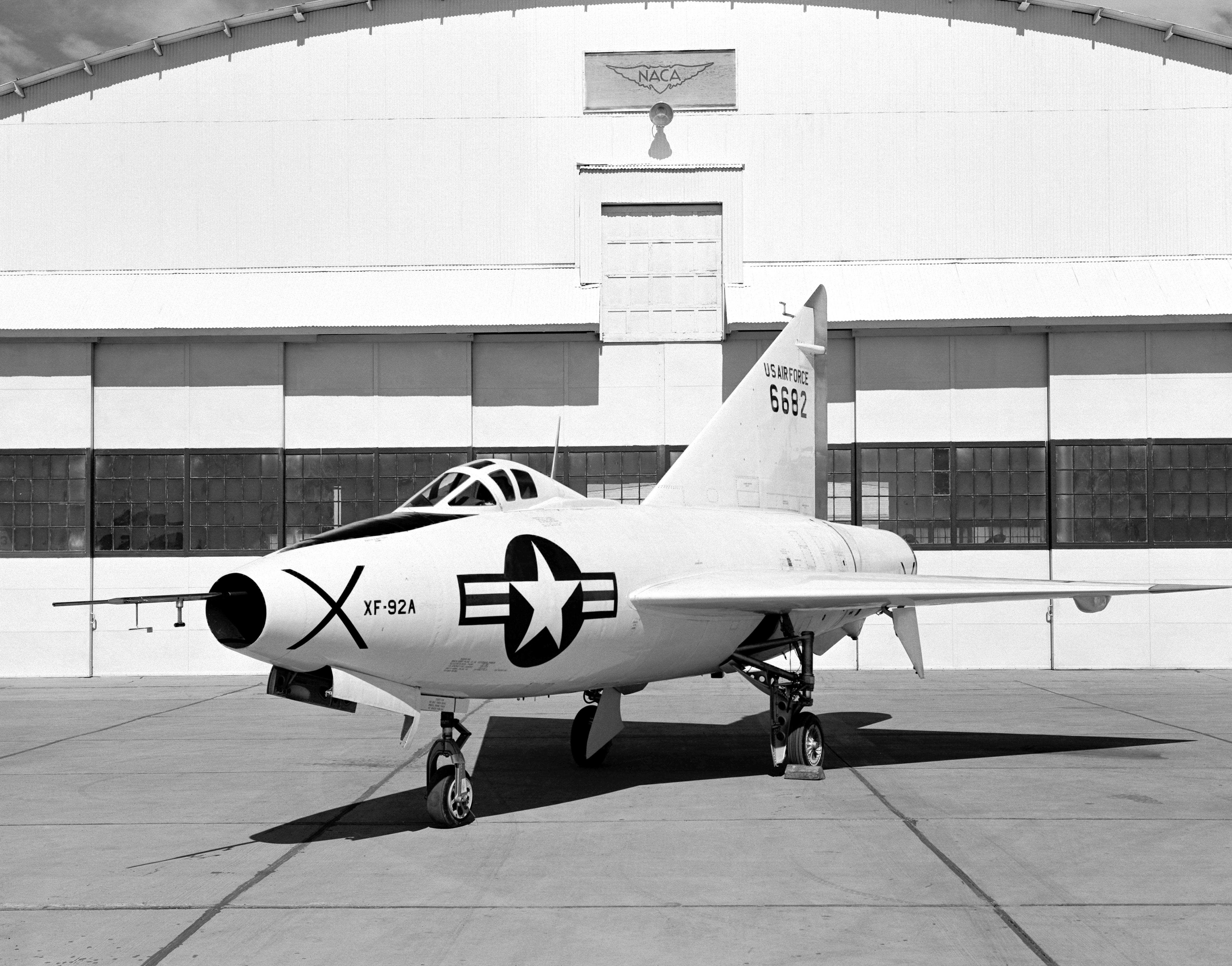
Convair XF-92A

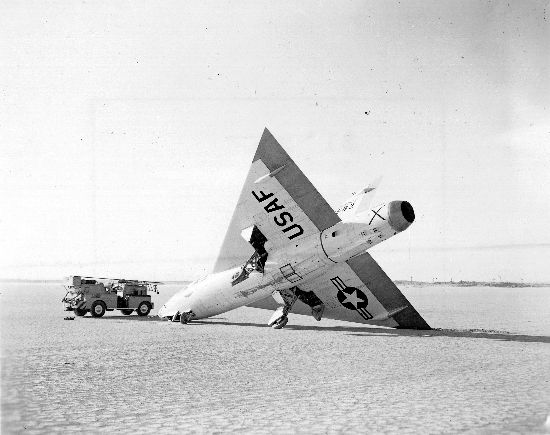
Havárie letounu Convair XF-92A na základně Edwards AFB v roce 1953

V létě 1947 byla továrna v Downey uzavřena a veškeré práce byly přestěhovány do San Diega. Na podzim roku 1947 byl prototyp XF-92A, jehož vývojové práce po jistou dobu probíhaly současně s XP-92, dokončen. Pro připravované tunelové měření v aerodynamickém tunelu NACA v Moffet Fieldu zatím nebyl do draku instalován proudový motor. Tam byl 46-682 dopraven v prosinci a 12. ledna 1948 na palubě letadlové lodi USS Boxer vrácen firmě Convair. Do konce března byl v San Diegu do draku instalován proudový motor J33-A-21 s tahem 18,9 kN a všechny příslušné agregáty a systémy. V dubnu byl dokončený stroj po dálnici přepraven na základnu Muroc Dry Lake v Mohavské poušti k prvním pozemním testům. Za zkušebního pilota byl vybrán Ellise D. „Sam“ Shannon, který koncem května zahájil pojížděcí zkoušky. Pozemní zkoušky vyvrcholily krátkým letem 9. června 1948.
Následující měsíce probíhala v hangáru úprava systému řízení a výměna motoru za silnější J33-A-23 s tahem 23,1 kN pro letové zkoušky. Dne 18. září 1948 Shannon uskutečnil první oficiální let, při kterém se však projevil nedostatečný tah motoru. Další let byl proveden 29. září, během října a listopadu se pak technici Convairu snažili upravit příliš citlivé řízení. Při dalších letech v prosinci se ukázalo, že se záměr příliš nedaří.
Dne 9. února 1949 se do letových testů zapojil další Convairův zalétávací pilot Bill Martin a v témže měsíci začaly první oficiální zkoušky pro USAF. Od šestnáctého letu 14. února se ověřovaly vlastnosti stroje při vzletu, ve stoupání, v cestovním letu a celková ovladatelnost. 14. května 1949 byl XF-92A předán USAF.
Dne 10. srpna 1949 se na Muroc Dry Lake začalo s rychlostními testy během střemhlavých letů. Do ukončení zkoušek Phase I 26. srpna provedli Shannon s Martinem 47 letů s celkovým náletem 20 hod. 33 min.
Pro program zkoušek Phase II vybralo americké letectvo kapitána Charlese E. „Chucka“ Yeagera a majora Franka K. „Pete“ Everesta. Do kokpitu XF-92A Yeager poprvé usedl 13. října 1949, Everest pak na druhý den. Oběma letcům se zanedlouho podařilo během střemhlavého letu dosáhnout Machova čísla 1. USAF ukončilo testy Phase II k 28. prosinci 1949. Po tomto datu na XF-92A létali piloti plukovník Albert Boyd, velitel základny, podplukovník Richard L. Johnson, šéf sekce zkoušek stíhacích letadel u AMC USAF, major Jack Ridley, kapitán J. E. Wolfe, kapitán Arthur Murray a poručík James Slade Nash.
Již během testů Phase II zadalo USAF firmě Convair úpravu XF-92A pro motor J33-A-29 s přídavným spalováním společnosti Solar, při kterém dával tah 33,3 kN. Přeletem na tovární letiště v San Diegu, kde měla proběhnout instalace nového motoru, byl pověřen kapitán Yeager. Během startu však došlo v malé výšce k vysazení pohonné jednotky a následnému nouzovému přistání. Poté byl letoun rozmontován a převezen po silnici. Po více než roce byl přestavěný stroj hotov a opět převezen na základnu, která již nesla jméno Edwards AFB. Modifikovaný XF-92A zalétal „Chuck“ Yeager, povýšený na majora, 20. července 1951. Dne 14. září se krátce po vzletu roztrhla turbína proudového motoru a poškodila instalace i konstrukci letounu. Poškozený stroj dokázal již podruhé nouzově přistát. Další závadou byl požár uvnitř zádě trupu 3. prosince 1951. Od července do konce roku 1951 tak provedlo USAF pouze deset zkušebních letů XF-92A.
Odstavený letoun zůstal nevyužit až do dodání náhradního dílu v únoru 1952. Následující testy upraveného přídavného spalování pokračovaly na zemi do léta. V červnu se uskutečnily dva nové lety, ihned poté se XF-92A vrátil k další výměně pohonné jednotky z důvodu zničeného kola kompresoru. Již při čtrnáctém letu od modifikace XF-92A na přídavné spalování zalétl podplukovník Everest rychlost M = 1 během střemhlavého letu. Do konce roku 1952 byly provedeny ještě další čtyři lety s obdobným výsledkem. V lednu 1953 se pokračovalo v letech s postupným zvyšováním rychlosti, 2. února letoun zaznamenal ve střemhlavém letu rychlost M = 1,01. Zkoušky USAF byly na jaře 1953 ukončeny kalibrovacími horizontálními lety.
Již v únoru 1953 letoun převzala organizace NACA, sídlící rovněž na Edwardsově základně, s dohodou poskytnutí zjištěných údajů využitelných při vývoji přepadového stíhacího letounu F-102. Pilotem XF-92A se nyní stal A. Scott Crossfield. Technici NACA přistoupili k další výměně motoru, kterým se stal J33-A-16 s tahem 37,4 kN při zapnuté forsáži. Koncem března 1953 byly všechny úpravy dokončeny a mohly tak začít pozemní zkoušky. Nově upravený letoun zalétal S. Crossfield 9. dubna, druhý let provedl 16. dubna a třetí o pět dní později. Koncem června 1953 Crossfield létal s XF-92A při nízkorychlostních zkouškách stability a řiditelnosti během zatáček. Koncem měsíce byly na letoun namontovány plechové plůtky na horní stranu křídla, které znatelně zlepšily stabilitu stroje. Testy nové aerodynamiky pokračovaly do srpna roku 1953, po jejichž ukončení NACA stroj dočasně uzemnil k přípravě vyžádané nové zkoušce USAF. Americké letectvo požadovalo i zkoušky XF-92A s brzdicím padákem, proto byla zadní část trupu kryjící rouru přídavného spalování sejmuta a odeslána do San Diega. Současně byl u firmy Allison objednán vývoj nové kombinace proudového motoru s přídavným spalováním. První let s novou částí trupu stroj absolvoval 30. září 1953.

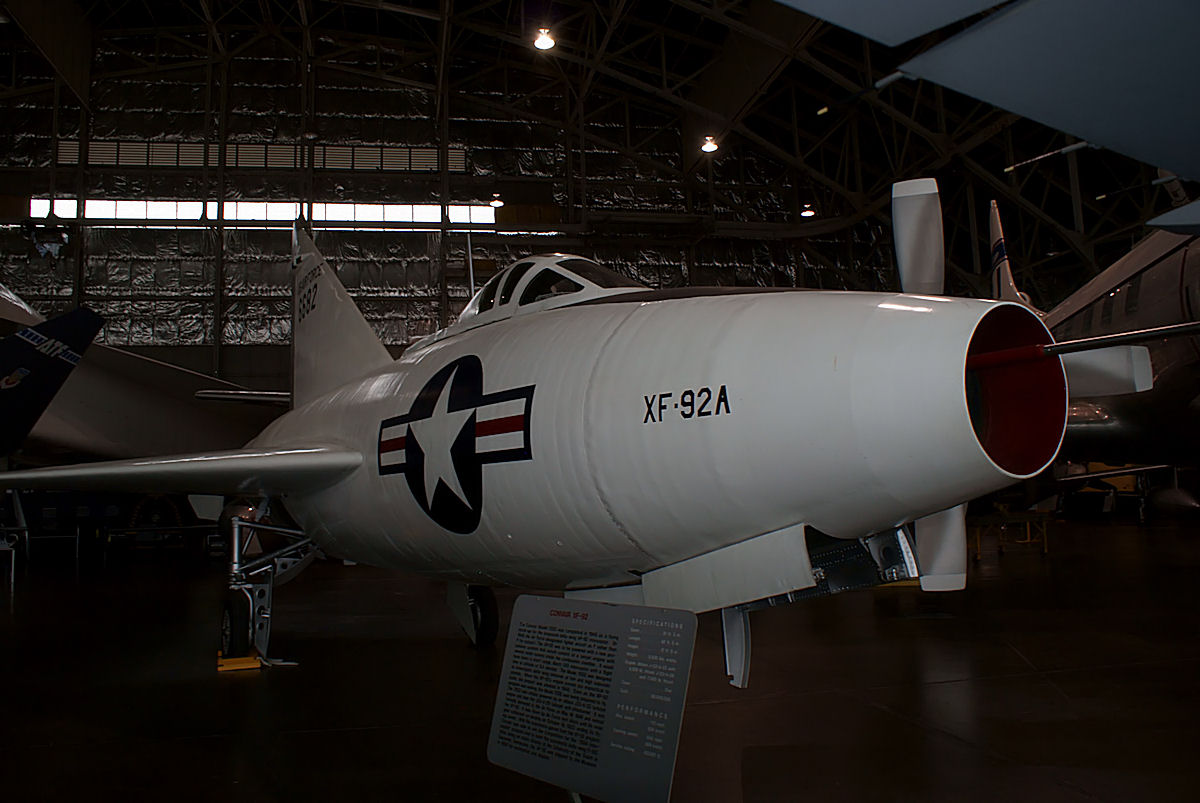
Convair XF-92A jako muzejní exponát v Národním muzeu Letectva Spojených států amerických

V následujícím období NACA hodlal pokračovat ve zkouškách při nízkých rychlostech s odstraněnými plůtky ze křídla. Testy proběhly během pěti letů, provedených Crossfieldem mezi 2. a 14. říjnem 1953. Během pětadvacátého letu pro NACA 14. října Crossfield dosedl na dráhu vyznačenou na dně vyschlého jezera a vypustil brzdicí padák. Během zatáčení z dráhy na stání NACA praskla jedna ze vzpěr příďové nohy podvozku a XF-92A se překlopil na pravou stranu. Vedení NACA pro nerentabilnost opravy zkoušky letounu zastavila.
V dubnu roku 1954 byl XF-92A vrácen USAF, které ho používalo jako poutač během propagačních akcí. Později s demontovaným motorem sloužil jako instruktážní drak k výcviku mechaniků na městském Franklinově letišti v Sewanee v Tennessee. V roce 1969 byl letoun převezen do Ohia a následně renovován.

## Specifikace (XF-92)

Třípohledový nákres XF-92

Údaje dle

### Technické údaje
- Osádka: 1
- Rozpětí: 9,53 m
- Délka: 12,93 m
- Výška na podvozku: 5,38 m
- Nosná plocha: 21,37 m²
- Hmotnost prázdného letounu: 4 125 kg
- Vzletová hmotnost: 6 810 kg
- Pohonná jednotka:

### Výkony
- Maximální rychlost u země: 1 155 km/h
- Maximální rychlost ve výšce 10 700 m: 1 054 km/h
- Dostup: 15 470 m
- Vytrvalost: 45 min